# Galway United FC
Galway United F.C., tidigare Galway Rovers, är en klubb från Galway på Irland som bildades 1937. Galways smeknamn är "The Tribesmen" och deras färger är vinrött och vitt.

## Meriter
- League of Ireland:
Silver (1):  1986
- Cupmästare: 1 (1991)[1]
Silver (1): 1986
- Supercup: 1  (1986, 1997)

## Placering tidigare säsonger
Efter att ha lidit ekonomiska svårigheter, tappade klubben ur League of Ireland efter säsongen 2011 men 2014 återvände Galway United efter att han först spelade som Galway FC under en säsong.
| Säsong | Nivå | Liga             | Placering | Referens | Kommentar                             |
| ------ | ---- | ---------------- | --------- | -------- | ------------------------------------- |
| 2014   | 2    | First Division   | 1         | [ 2 ]    | Uppflyttad till Premier Division 2015 |
| 2015   | 1    | Premier Division | 10        | [ 3 ]    |                                       |
| 2016   | 1    | Premier Division | 9         | [ 4 ]    |                                       |
| 2017   | 1    | Premier Division | 10        | [ 5 ]    | Nedflyttad till First Division 2018   |
| 2018   | 2    | First Division   | 6         | [ 6 ]    |                                       |
| 2019   | 2    | First Division   | 8         | [ 7 ]    |                                       |
| 2020   | 2    | First Division   | 6         | [ 8 ]    |                                       |
| 2021   | 2    | First Division   | 2         | [ 9 ]    |                                       |
| 2022   | 2    | First Division   | 3         | [ 10 ]   |                                       |
| 2023   | 2    | First Division   | 1         | [ 11 ]   | Uppflyttad till Premier Division 2024 |
| 2024   | 1    | Premier Division | 5         | [ 12 ]   |                                       |